# Avio Linee Italiane
ALI - Flotte Riunite è stata una compagnia aerea italiana a struttura consortile.

## Storia
Le difficoltà di varia natura che le prime aerolinee italiane del dopoguerra avevano sperimentato portarono alla creazione di ALI - Flotte Riunite. Si trattò di una società di tipo consortile che fuse assieme ALI, Airone, SISA e Transadriatica. Fu un percorso articolato in tre fasi, tutte nell'anno 1949: 1º gennaio inizio dell'integrazione di reti, flotte e personale; 1º marzo inizio gestione a rete integrata; 27 agosto costituzione legale dell'azienda.
Secondo quanto dichiarava il dirigente di ALI gen. Biondi "la nuova società ha tutte le caratteristiche per essere considerata un potente organismo. La società avrà un patrimonio cospicuo, un capitale nominale superiore al miliardo di Lire, una base azionaria diffusa in molte regioni italiane. La fusione permetterà di ridurre i costi di esercizio rendendo però più efficienti i servizi, incentrando l'attività su i due nodi principali di Roma e Milano. Nella ragione sociale si è voluto mantenere ALI per proseguire i rapporti con le altre compagnie straniere e con gli enti sovranazionali (IATA)."
Nondimeno non era tutto oro quello che riluceva e le ambiziose parole del gen. Biondi furono progressivamente smentite nel corso dei due anni seguenti. Infatti, il 15 dicembre 1951, la società veniva messa in liquidazione. Curiosa coincidenza che, proprio negli stessi giorni, una commissione governativa stesse esaminando la situazione dell'intero comparto del trasporto aereo in Italia. Tutto il materiale fu venduto a LAI per una cifra di 400 milioni di Lire nel gennaio 1952. Il 1º marzo successivo furono assorbiti definitivamente flotta, servizi e personale allargando ulteriormente la rete dei collegamenti nazionali ed europei. 

## Destinazioni
ALI - Flotte Riunite ereditava tutte le reti dei quattro componenti. Furono subito eliminate alcune duplicazioni e i servizi razionalizzati. Progressive difficoltà finanziarie portarono però alla progressiva riduzione delle linee e delle frequenze. Ad esempio i due voli internazionali da Milano per Bruxelles e Parigi. Ma poi - forse il più eclatante di tutti e segnale inequivocabile di crisi - il Milano-Roma.

## Flotta
Inizialmente la flotta ereditò tutte le macchine in servizio presso i costituenti: quattro Fiat G.12 di Airone, cinque Fiat G.212 di ALI, tre Douglas DC 3 di ALI, cinque di S.I.S.A. e quattro di Transadriatica.
La flotta perse subito un primo componente: il giorno 4 maggio un Fiat G.212, in fase di atterraggio a Torino, si schiantò contro la collina di Superga. Perirono tutti componenti dell'equipaggio e l'intera squadra del Torino che rientrava dal Portogallo dopo una partita amichevole.

Al momento dell'acquisto da parte di LAI restavano in servizio nove Douglas DC 3.